# فيك بريدن
فيك بريدن (بالإنجليزية: Vic Braden)‏ هو عالم نفس أمريكي، ولد في 2 أغسطس 1929 في مونرو في الولايات المتحدة، وتوفي في 6 أكتوبر 2014 في كاليفورنيا في الولايات المتحدة بسبب قصور القلب.